# Synaptics
Synaptics（NASDAQ：SYNA）是一個為大部份主要電腦及筆記型電腦公司提供觸控板的OEM供應商，其中包括了華碩、宏碁、戴爾、惠普、索尼、東芝、Gateway、聯想集團與三星電子等。Synaptics於1986年由Carver Mead與Federico Faggin創立，總部位於加州聖塔克拉拉。
Synaptics公司從事於為多種行動計算、通訊與其他電子設備的互動開發與供應用戶界面方案，並供應包括專用集成電路、韌體、軟體、模式識別與觸感技術等多項技術。
該公司成功為多個MP3播放器建立界面方案，包括了某些版本的iPod與iPod mini和用於後期Creative Zen裝置的觸控板；以及與蘋果公司的iPhone不同的觸控式螢幕概念手機Onyx。
2018年初，與中國大陸手機廠商Vivo一起推出了全球第一款「屏幕下指紋識別」手機Vivo X20 Plus。

## 外部連結
- 官方網站（页面存档备份，存于）